# Unterradlberg
Unterradlberg ist eine Ortschaft und eine Katastralgemeinde der Stadtgemeinde St. Pölten in Niederösterreich.

## Geografie
Das links an der Traisen liegende Dorf bildet die nördlichste Ortschaft von St. Pölten. Beim Ort befindet sich ein Spanplattenwerk der Egger Group und die Privatbrauerei Egger.

## Geschichte
Laut Adressbuch von Österreich waren im Jahr 1938 in Unterradlberg zwei Bäcker, ein Fleischer, vier Gastwirte, drei Gemischtwarenhändler, eine Milchgenossenschaft, ein Schmied, eine Schneiderin, zwei Schuster, und zwei Tischler ansässig. Daneben gab es ein Elektrizitätswerk, eine Holzwollefabrik und eine Zwirnfabrik.